# 安斗智徳
安斗 智徳（あと の ちとこ）は、飛鳥時代の人物。氏は阿刀とも書く。姓は連、後に宿禰。位階は従五位下。
壬申の乱の際、大海人皇子（天武天皇）に従い、戦後『安斗智徳日記』を記した。

## 経歴
天武天皇元年（672年）6月24日、壬申の乱が勃発し、吉野宮に隠棲していた大海人皇子は、近江の朝廷に対する戦いを決意し、兵を集めさせた東国に向かって出発した。このとき従う者は妻子と舎人二十数人、女官十数人であった。智徳はその舎人の中にいたが、その後の乱の中で果たした役割については記録がない。
天武天皇13年（684年）八色の姓の制定に伴い、阿刀連など50氏が宿禰の姓を与えられた。元明朝の和銅元年（708年）従五位下に叙爵している。

## 安斗智徳日記
壬申の乱後、『安斗智徳日記』を書き、そのごく一部が『釈日本紀』に引用された。ここでいう日記は今でいう回想録にあたると考えられている。智徳ら乱への参加者が書いた記録が、『日本書紀』で壬申の乱について執筆する際の材料になったと考える歴史学者が多い。

## 官歴
『六国史』による。
- 天武天皇13年（684年） 12月2日：連姓から宿禰姓に改姓（八色の姓）
- 時期不詳：正六位上
- 和銅元年（708年） 正月11日：従五位下